# Беспёрая морская свинья
Беспёрая морская свинья (лат. Neophocaena phocaenoides) — животное семейства морские свиньи (Phocoenidae).
Прибрежный вид. Обитает в тёплых прибрежных водах большей части Индийского океана, а также в тропиках и субтропиках Тихого океана, от Индонезии на севере до Тайваньского пролива на юге. К югу вытесняется родственным видом Neophocaena sunameri. Водится на мелководьях, держится, как правило, вблизи берегов, в эстуариях, иногда заходит в реки. Плавает сравнительно медленно, из воды выпрыгивает редко.
Длина тела до 160 см. Свинцово-чёрная окраска верхней части тела постепенно сменяется к брюху более светлой. На груди и брюхе серое пятно. Светлые пятна бывают на грудных и хвостовом плавниках. Вдоль середины спины от шейного до тазового отдела тянется полоска роговых бугорков высотой до 0,5 мм, диаметром 2—2,5 мм и шириной 3—6 см, причём спереди она немного шире.
Питается придонными животными: ракообразными (длиннохвостые раки), головоногими моллюсками, рыбой.
Виды Neophocaena sunameri и Neophocaena asiaeorientalis ранее часто классифицировались как подвиды беспёрой морской свиньи.
Роды, по-видимому, происходит осенью (октябрь). Молодые особи иногда «ездят верхом» на спинах матерей, придерживаясь плавниками.